# 石川県道25号金沢美川小松線
石川県道25号金沢美川小松線（いしかわけんどう25ごう かなざわみかわこまつせん）とは、石川県金沢市から小松市を結ぶ県道（主要地方道）である。

## 概要
起点の金沢市野町広小路交差点から西へ進み、松島北交差点を経て、海浜公園口交差点で南に折れる。その後、海岸線と平行するように、金沢市安原地区、打木町の砂丘地の裾を通り、白山市内に入る。その後も、海岸線と平行するように進み、北陸自動車道徳光PA（ハイウェイオアシス）や、美川IC前、同市美川地区を経て、能美市根上地区に入る。根上地区の中心部を抜け、小松市に入り、小松IC前を通って、同市城南町西交差点で国道360号と接続、東に折れ国道と重複する。そのまま、小松市内中心部に入り、細工町交差点で南に折れ国道と別れる。JR小松駅前を通り、立体駐車場前交差点で東に曲り、IRいしかわ鉄道線をくぐる。その後も東に進み、終点の沖町交差点で国道305号と交差する。
起点の野町広小路交差点から松島北交差点までは、「西インター大通り」と呼ばれる片側2車線の道になっており、金沢市中心部と金沢西インターチェンジを結ぶ役割をしている。
また、金沢市野田地区と金沢市専光寺地区を一本の道路で貫いている形状から、「野田専光寺線」とも呼ばれており、愛称として市民からは「県道25号」、「西インター大通り」よりも浸透している。
金沢市専光寺町から白山市倉部町にかけては、この県道25号線より海側の砂丘上に「しおさいロード」と呼ばれる片側1車線の道が平行して整備されており、同地域内で所々幅員が狭くなる県道25号線のバイパス的な役割をしている。
金沢市専光寺町から小松市安宅町にかけては、この県道25号に平行し海岸線に沿って走る石川県道294号金沢小松自転車道線がある。

## 路線データ
- 起点：石川県金沢市野町二丁目142番1地先（野町広小路交差点・国道157号（国道305号重複）、石川県道45号金沢鶴来線（石川県道144号別所野町線重複）交点）
- 終点：石川県小松市日の出町二丁目102番地先（沖町交差点・国道305号交点）

## 歴史
- 不明（1970年頃）：開通。
- 1971年（昭和46年）6月26日：建設省（現・国土交通省）が現路線と現・石川県道20号小松加賀線とを合わせた区間を主要地方道「金沢小松加賀線」として指定。
- 1972年（昭和47年）3月21日:石川県が「金沢小松加賀線」を認定。
- 1978年（昭和53年）7月 - 小松空港と直結する区間が開通[1]。
- 1982年（昭和57年）
  - 4月1日: 建設省が金沢小松加賀線を分割し主要地方道金沢美川小松線と主要地方道小松加賀線を指定。
  - 10月5日：「金沢小松加賀線」を廃止。廃止区間を分割した現路線を認定。
- 1993年（平成5年）5月11日 - 建設省から、県道金沢美川小松線が金沢美川小松線として主要地方道に再指定される[2]。
- 2008年（平成20年）4月1日：石川県内の路線名変更実施に伴い、国道360号だった小松市沖町交差点 - 小松市立高校前交差点も認定され、終点が小松市立高校前交差点に移動。
- 2009年（平成21年）11月17日：小松市沖町交差点 - 小松市立高校前交差点を除外。これにより終点が小松市沖町交差点に戻る。
- 不明：金沢市二塚交番前交差点 - 北塚交差点までを認定。
- 2023年（令和5年）3月5日：加賀海浜産業道路 能美郡川北町橘 - 能美市福島町間 (3.0 km) が開通[3]。
- 2024年（令和6年）4月21日：加賀海浜産業道路 白山市小川町 - 松本町間 (1.8 km) が4車線化[4]。

## 路線状況

### 重複区間
- 石川県道8号松任宇ノ気線（金沢市佐奇森町・海浜公園口交差点 - 金沢市専光寺町・専光寺北交差点）
- 国道360号（小松市城南町・城南町西交差点 - 小松市細工町・細工町交差点）
- 石川県道4号小松鶴来線（小松市京町・京町交差点 - 小松市土居原町・小松駅前交差点）

## 地理

### 通過する自治体
- 金沢市
- 白山市
- 能美市
- 小松市

### 交差する道路
- 国道157号（国道305号重複）・石川県道45号金沢鶴来線（石川県道144号別所野町線重複）（金沢市野町2丁目・野町広小路交差点、起点）
- 石川県道146号金沢停車場南線（金沢市増泉2丁目・増泉交差点）
- 石川県道197号寺中西金沢線（金沢市古府2丁目・古府南交差点）
- 石川県道196号上安原昭和町線（金沢市松島3丁目・松島南交差点）
- 国道8号（金沢市松島町・松島北交差点）
- 金沢外環状道路海側幹線・石川県道8号松任宇ノ気線（金沢市佐奇森町・赤土町交差点）
- 石川県道8号松任宇ノ気線（金沢市佐奇森町・海浜公園口交差点）
- 石川県道8号松任宇ノ気線（金沢市専光寺町・専光寺北交差点）
- 石川県道195号倉部金沢線・石川県道186号倉部成線（白山市倉部町・倉部町交差点）
- 石川県道185号徳光北安田線（白山市徳光町・徳光北交差点）
- 石川県道184号松本木津線（白山市石立町・松本交差点）
- 北陸自動車道美川IC、石川県道58号鶴来美川インター線（白山市鹿島町・美川インター交差点）
- 石川県道104号松任美川線（石川県道183号中町美川停車場線と重複）（白山市美川南町・美川大橋詰交差点）
- 石川県道171号吉原寺井線（能美市吉原町）
- 石川県道102号根上寺井線、石川県道119号寺井停車場線（能美市大成町・大成中央交差点）
- 石川県道101号小松根上線（小松市大島町・大島町北交差点）
- 石川県道54号寺畠小松線（小松市長崎町2丁目・長崎中交差点）
- 北陸自動車道小松IC（小松市長崎町3丁目・小松インター前交差点）
- 国道360号（石川県道20号小松加賀線重複）（小松市城南町・城南町西交差点）
- 石川県道4号小松鶴来線・石川県道101号根上小松線（小松市京町・京町交差点）
- 国道360号（小松市細工町・細工町交差点）
- 石川県道4号小松鶴来線（小松市土居原町・小松駅前交差点）
- 国道305号（小松市沖町・沖町交差点）

### 沿線にある施設など
- アピタ金沢店
- テレビ金沢
- 西インターレストハウス テルメ金沢
- 西部緑地公園
- 石川県済生会金沢病院
- 松任海浜公園
- 松任フロンティアパーク
- 松本工業団地
- 鹿島工業団地
- 手取公園
- 白山石川広域事務組合 美川消防署
- 美川漁港
- 手取川
- 能美市根上総合文化会館
- 梯川
- こまつ芸術劇場うらら
- IRいしかわ鉄道線 小舞子駅 - 能美根上駅 - 小松駅

## 別名
- 西インター大通り（金沢市）